# Sopoćko
Sopoćko – polskie nazwisko, w Polsce nosi je mniej niż 200 osób.
Osoby noszące to nazwisko:
- Aleksander Stanisław Sopoćko herbu Syrokomla (zm. w 1682 roku) – pisarz grodzki grodzieński w latach 1664-1681
- Andrzej Sopoćko (ur. 2 stycznia 1948 w Łodzi) – profesor zwyczajny nauk ekonomicznych
- Arkadij Josifowicz Sopoćko(inne języki) (ur. 19 kwietnia 1839 w Moskwie, zm. po maju 1916) – rosyjski prawnik, jeden z pierwszych przysięgłych plenipotentów i adwokatów we Włodzimierzu, Moskwie i Wołogdzie, potomek polskiego rodu szlacheckiego herbu Syrokomla, ojciec rosyjskiego pisarza–monarchisty, Michaiła(inne języki).
- Eryk Sopoćko (ur. 4 marca 1919 w Kijowie, zm. 8 października 1943 na północnym Atlantyku) – polski wojskowy, pisarz marynista.
- Konstanty Maria Sopoćko (ur. 1903, zm. 1992) – artysta grafik.
- Mateusz Sopoćko (ur. 26 czerwca 1999 w Gdańsku) – polski piłkarz
- Michał Sopoćko (ur. 1 listopada 1888 na Wileńszczyźnie, zm. 15 lutego 1975 w Białymstoku) – polski duchowny, błogosławiony Kościoła katolickiego.
- Michaił Arkadjewicz Sopoćko(inne języki) (ur. 1869, zm. 15 maja 1938 w Belgradzie) – rosyjski publicysta, doktor nauk medycznych, publicysta, tołstoista, biały emigrant.